# Championnat d'Europe masculin de rink hockey des moins de 20 ans 1988
Navigation
Championnat d'Europe masculin -20 ans 1987 Championnat d'Europe masculin -20 ans 1989
Le Championnat d'Europe de rink hockey masculin des moins de 20 ans 1988 est la 27e édition de la compétition organisée par le Comité européen de rink hockey et réunissant les meilleures nations européennes des moins de 20 ans. Cette édition a lieu à Follonica, en Italie.
L'équipe d'Italie des moins de 20 ans remporte sa 6e couronne européenne de rink hockey.

## Participants
Neuf équipes prennent part à cette compétition.
- Espagne
- Portugal
- Italie
- Allemagne
- Suisse
- Pays-Bas
- France
- Belgique
- Angleterre

## Résultats
Chaque équipe se rencontre une fois.
| Rang | Équipe     | Pts | J | G | N | P | Bp | Bc | Diff |  | Résultats  |  |      |     |     |      |      |      |      |      |
| ---- | ---------- | --- | - | - | - | - | -- | -- | ---- |  | ---------- |  | ---- | --- | --- | ---- | ---- | ---- | ---- | ---- |
| 1    | Italie     | 16  | 8 | 8 | 0 | 0 | 92 | 13 | +79  |  | Italie     |  | 14-2 | 6-2 | 9-1 | 7-2  | 9-0  | 12-3 | 19-1 | 16-2 |
| 2    | Suisse     | 13  | 8 | 6 | 1 | 1 | 56 | 31 | +25  |  | Suisse     |  |      | 8-4 | 3-3 | 13-3 | 7-1  | 7-4  | 11-0 | 5-2  |
| 3    | Portugal   | 12  | 8 | 6 | 0 | 2 | 69 | 21 | +48  |  | Portugal   |  |      |     | 2-1 | 8-3  | 7-1  | 19-1 | 11-0 | 16-1 |
| 4    | Espagne    | 11  | 8 | 5 | 1 | 2 | 50 | 23 | +27  |  | Espagne    |  |      |     |     | 8-5  | 11-2 | 3-1  | 10-1 | 13-0 |
| 5    | France     | 6   | 8 | 3 | 0 | 5 | 33 | 44 | -11  |  | France     |  |      |     |     |      | 6-2  | 2-3  | 2-1  | 10-2 |
| 6    | Pays-Bas   | 6   | 8 | 3 | 0 | 5 | 14 | 44 | -30  |  | Pays-Bas   |  |      |     |     |      |      | 2-1  | 2-0  | 4-3  |
| 7    | Allemagne  | 5   | 8 | 2 | 1 | 5 | 22 | 52 | -30  |  | Allemagne  |  |      |     |     |      |      |      | 1-2  | 3-3  |
| 8    | Angleterre | 2   | 8 | 0 | 2 | 6 | 12 | 64 | -52  |  | Angleterre |  |      |     |     |      |      |      |      | 6-6  |
| 9    | Belgique   | 1   | 8 | 0 | 1 | 7 | 20 | 76 | -56  |  | Belgique   |  |      |     |     |      |      |      |      |      |

## Buteurs
Alessandro Bertolucci – 24

 Enrico Mariotti – 20

 Lucio Marrone – 18

 Alain Richard – 17

 Pedro Alves – 15